# Михайлівка (Ананьївська міська громада)
Миха́йлівка — село Ананьївської міської громади Подільського району Одеської області, Україна. Розташоване за 5 км від залізничної станції Жеребкове. Відстань до центру громади становить 22,6 км, до облцентру 196 км і проходить автошляхом Т 1605 та E95. Населення становить 366 осіб.

## Історія
7 (20) листопада 1917 року, відповідно до Третього Універсалу Української Центральної Ради, увійшло до складу Української Народної Республіки.
12 червня 2020 року, відповідно до Розпорядження Кабінету Міністрів України від № 724-р «Про визначення адміністративних центрів та затвердження територій територіальних громад Одеської області», увійшло до складу Ананьївської міської територіальної громади.
19 липня 2020 року, в результаті адміністративно-територіальної реформи і ліквідації Ананьївського району, село увійшло до складу новоутвореного Подільського району.

## Населення
Згідно з переписом 1989 року населення села становило 520 осіб, з яких 222 чоловіки та 298 жінок.
За переписом населення 2001 року в селі мешкали 363 особи.

### Мова
Розподіл населення за рідною мовою за даними перепису 2001 року:
| Мова       | Відсоток |
| ---------- | -------- |
| українська | 94,54 %  |
| російська  | 3,83 %   |
| румунська  | 1,37 %   |
| білоруська | 0,27 %   |

## Відомі люди
Уродженцем села є Герой Радянського Союзу О. М. Арсенюк (1910—1996).